# ستيفن برايس (كاتب)
ستيفن برايس (بالإنجليزية: Steven Price)‏‏ (18 مايو 1976 في فكتوريا ، كولومبيا البريطانية - ) روائي من كندا.